# Sichardshof
Sichardshof ist eine Wüstung auf dem Gemeindegebiet des Marktes Lonnerstadt im Landkreis Erlangen-Höchstadt (Mittelfranken, Bayern).

## Geografie
Die ehemalige Einöde wurde unmittelbar von einigen Weihern und ansonsten von Acker- und Grünland umgeben. Etwas weiter westlich befand sich die Einöde Abdecker. Heute erinnern noch die Sichartsgrundteiche und das davon östlich gelegene Flurgebiet Sichartsgrund an den Ort. Mittlerweile besteht die Gegend hauptsächlich aus Waldgebieten.

## Geschichte
Der Ort wurde im 15. Jahrhundert als „Sighartshof“ erstmals urkundlich erwähnt. Der Gründer war Peter Sighart, der zur vogtländischen Ritterschaft (Neustädter Bezirk) zählte. Dieser erhielt den Grund vom Fürstentum Kulmbach zu Lehen. Ausgang des 18. Jahrhunderts ging dessen Besitz an die Herren von Schedlin.
Gegen Ende des 18. Jahrhunderts gab es in Sichardshof 4 Anwesen (1 großer Hof, 1 Schäferei, 1 Haus, 1 Wasenmeisterei). Das Hochgericht übte das brandenburg-bayreuthische Kasten- und Jurisdiktionsamt Dachsbach aus, was bis 1796 vom bambergischen Centamt Höchstadt strittig gemacht wurde. Alleiniger Grundherr war das Rittergut Sichardshof. Das Rittergut Sichardshof war außerdem Grundherr in Emelsdorf (1 Anwesen), Grieshof (1 Anwesen), Kästel (2 Anwesen) und Leitsmühle (1 Anwesen).
Im Rahmen des Gemeindeedikts wurde Sichardshof dem 1811 gebildeten Steuerdistrikt Uehlfeld und der 1813 gebildeten Ruralgemeinde Mailach zugewiesen.
1856 wurde das Gut versteigert und in 23 Teile zerschlagen. Die Gebäude wurden nach 1861 abgebrochen. Offensichtlich gab es aber noch ein Gebäude, das mindestens bis 1900 bewohnt war (s. u.). Vermutlich war dieses Gebäude das Fallhaus.

### Einwohnerentwicklung
| Jahr      | 001818 | 001840 | 001861 | 001871 | 001885 | 001900 |
| Einwohner | 31     | 27     | 12     | 7      | 3      | 2      |
| Häuser    | 3      | 3      |        |        | 1      | 1      |
| Quelle    | [ 8 ]  | [ 9 ]  | [ 10 ] | [ 11 ] | [ 12 ] | [ 13 ] |

## Religion
Der Ort war seit der Reformation evangelisch-lutherisch geprägt und nach St. Jakob  (Uehlfeld) gepfarrt.

## Weblink
- Sichartshof in der Ortsdatenbank des bavarikon, abgerufen am 9. September 2021.